# Jリーグワールドチャレンジ
Jリーグワールドチャレンジ（ジェイリーグワールドチャレンジ）は、公益社団法人日本プロサッカーリーグが主催する日本プロサッカーリーグ（Jリーグ）所属クラブによる親善試合（プレシーズンマッチ）。2017年から不定期で開催されている。

## 概要
2017年からJ1リーグが1ステージ制になり日程に余裕が生じたことを踏まえ、リーグ戦において夏期（概ね前半戦終了時）に2週間程度の中断期間（サマーブレイク）が設定されることになり、この間を利用してJリーグが海外の強豪クラブを日本に招待し、Jリーグクラブの国際試合経験機会の創出を目的としている。
リーグ戦同様、明治安田生命保険の特別協賛により明治安田Jリーグワールドチャレンジ（MEIJI YASUDA J.LEAGUE WORLD CHALLENGE）の名称で開催される。
2017年度に初回が開催され、2019年度、2023年度、2024年度にも開催されたほか、2025年度にも開催される。

## 2017年

### 参加クラブ（2017年）
- 鹿島アントラーズ（2016明治安田生命J1リーグ王者）
- 浦和レッズ（2016JリーグYBCルヴァンカップ王者）
- ドルトムント（ ブンデスリーガ2016-17シーズン3位）
- セビージャ（ ラ・リーガ2016-17シーズン4位）

### レギュレーション（2017年）
- エントリーは1チーム28人以内、ベンチ入りは17人+チームスタッフ7人以内。
- 各チーム7人までの選手交代が可能（ただし、交代機会は試合中3回以内）。GKについては負傷でやむを得ない事情があり、かつ、主審の承認を得た場合に限り4回目の交代が認められる。
- 外国籍選手の扱いは各所属リーグの取り扱いに準じるものとする。
  - 鹿島・浦和は、試合にエントリー可能なのは1チーム3人以内+アジアサッカー連盟（AFC）加盟国籍選手1人（登録は5人以内）。Jリーグ提携国の選手は外国籍選手と見なさない。
  - ブンデスリーガで外国籍選手枠が撤廃されているため、ドルトムントは制限なし。
  - セビージャはEU国籍外の選手について3人までベンチ入り・出場可能。
- 90分（前後半45分）で決着しない場合は引き分けとする（延長戦無し）

### 対戦カード（2017年）
| 2017年7月15日 19:13 |

| 浦和レッズ                  | 2 - 3    | ドルトムント                                        |
| 興梠慎三 24分 · 遠藤航 85分 | 公式記録 | エムレ・モル 76分, 79分 · アンドレ・シュールレ 88分 |

| 埼玉スタジアム2002 観客数: 58,327人 主審: 木村博之 |

メディア中継
- フジテレビ系列（生中継）、DAZN（ディレイ配信）、REDS WAVE（コミュニティFM）（ニッポン放送）

| 2017年7月22日 18:07 |

| 鹿島アントラーズ      | 2 - 0    | セビージャ |
| 鈴木優磨 72分, 90+1分 | 公式記録 |            |

| 茨城県立カシマサッカースタジアム 観客数: 28,308人 主審: 東城穣 |

メディア中継
- DAZN、AbemaTV、ニコニコ生放送、360Channel、スポーツナビ、YouTube（以上生配信）、エフエムかしま（コミュニティFM）

## 2019年

### 参加クラブ（2019年）
- 川崎フロンターレ（2018明治安田生命J1リーグ王者）[3]
- チェルシー（ プレミアリーグ2018-19シーズン3位、UEFAヨーロッパリーグ 2018-19王者）[9]

### レギュレーション（2019年）
2019年6月7日に発表された。
- エントリーは1チーム28人以内、ベンチ入りは17人+チームスタッフ8人以内。
- 各チーム9人までの選手交代が可能（ただし、交代機会は試合中3回以内+ハーフタイム時に限る）。GKについては負傷でやむを得ない事情があり、かつ、主審の承認を得た場合に限り4回目の交代が認められる。
- 外国籍選手の扱いは各所属リーグの取り扱いに準じるものとする。
  - 川崎は、試合にエントリー可能なのは5人以内。Jリーグ提携国の選手は外国籍選手と見なさない。
  - プレミアリーグで外国籍選手枠が撤廃されているため、チェルシーは制限なし。
- 90分（前後半45分）で決着しない場合は引き分けとする（延長戦無し）

### 対戦カード（2019年）
| 2019年7月19日 19:00 |

| 川崎フロンターレ          | 1 - 0    | チェルシー |
| レアンドロ・ダミアン 87分 | 公式記録 |            |

| 日産スタジアム 観客数: 61,012 人 主審: 西村雄一 |

メディア中継
- フジテレビ系列、DAZN（以上生中継）

## 2023年
NTTドコモが主催者に加わり「明治安田Jリーグワールドチャレンジ2023 powered by docomo」の大会名で実施される。

### 参加クラブ（2023年）
- 横浜F・マリノス（2022明治安田生命J1リーグ王者）
- マンチェスター・シティ（ プレミアリーグ2021-22シーズン王者）

### 対戦カード（2023年）
| 横浜F・マリノス                                           | 3 - 5    | マンチェスター・シティ                                                                                    |
| --------------------------------------------------------- | -------- | --- |
| - アンデルソン・ロペス 27分 - 松原健 37分 - 井上健太 86分 | 公式記録 | - ジョン・ストーンズ 40分 - フリアン・アルバレス 43分 - アーリング・ハーランド 52分, 90+2分 - ロドリ 72分 |

メディア中継
- Lemino（無料生配信）
- TBSテレビ（関東ローカル、録画中継）

## 2024年
昨年に引き続きNTTドコモとの共同開催となり「明治安田Jリーグワールドチャレンジ2024 powered by docomo」の大会名で開催された。

### 参加クラブ（2024年）
- ヴィッセル神戸（2023明治安田生命J1リーグ王者）
- トッテナム・ホットスパー（ プレミアリーグ2023-24シーズン5位）

### 対戦カード（2024年）
| ヴィッセル神戸                             | 2 - 3    | トッテナム・ホットスパー                                          |
| ------------------------------------------ | -------- | ----------------------------------------------------------------- |
| - 大迫勇也 9分 - ジェアン・パトリッキ 64分 | レポート | - ペドロ・ポロ 16分 - ソン・フンミン 48分 - ミッキー・ムーア 87分 |

メディア中継
- Lemino（無料生配信）

## 2025年
昨年に引き続きNTTドコモとの共同開催となる。また新たに日本財団をチャリティパートナーに迎え「明治安田Jリーグワールドチャレンジ2025 presented by 日本財団」の大会名で開催される。

### 参加クラブ（2025年）
- 横浜F・マリノス（2024明治安田生命J1リーグ9位）
- リヴァプール（ プレミアリーグ2024-25シーズン王者）

### 対戦カード（2025年）
| 横浜F・マリノス | 1 - 3    | リヴァプール                                                            |
| --------------- | -------- | ----------------------------------------------------------------------- |
| - 植中朝日 55分 | レポート | - フロリアン・ヴィルツ 62分 - トレイ・ニョニ 68分 - リオ・ングモハ 87分 |

メディア中継
- Lemino（無料生配信）
- DAZN